# Józef Haller
Józef Haller von Hallenburg (13 de agosto de 1873 - 4 de junio de 1960) fue un general del ejército polaco y de las Legiones Polacas durante la Primera Guerra Mundial. Fue una de las figuras más respetadas de la política de su país tras la creación de la Segunda República Polaca hasta su desintegración en 1939 tras la invasión de la Alemania Nazi a Polonia.

## Biografía
Józef Haller nació en la localidad de Jurczyce, por aquel entonces parte del Imperio austríaco (en la actualidad se localiza en el voivodato de Pequeña Polonia, próximo a Cracovia). Estudió en la Academia Militar de Viena y tras graduarse en 1895 sirvió en el ejército austríaco, renunciando después de alcanzar el grado de capitán en 1906. Posteriormente ingresó en la organización paramilitar polaca de carácter independentista Sokół, además de unirse al movimiento scout como harcmistrz de la ZHP, la Asociación de Scouts de Polonia. En 1916, durante la Primera Guerra Mundial, se convirtió en Comandante de la Segunda Brigada de la Legión polaca, comandando las unidades que combatieron contra Rusia en el frente oriental.
En 1918, a raíz de la Batalla de Rarańcza contra las fuerzas de Austria-Hungría, Haller partió como comandante del 2.º Cuerpo Auxiliar Polaco a Ucrania, donde se unió a sus tropas con destacamentos polacos que habían dejado el ejército zarista. Decepcionado por la firma del Tratado de Brest-Litovsk, continuó su lucha contra los rusos con su Segunda Brigada polaca en tierras ucranianas. Bajo la presión de los alemanes, que después de la Paz de Brest-Litovsk consideraba ilegal la presencia de las tropas polacas en Ucrania, se libró el 10 de mayo de 1918 una batalla entre polacos y alemanes en Kaniv, en la que solo unos pocos, entre ellos el propio Haller, consiguieron huir a Moscú.
Tras partir de Murmansk, Józef Haller llegó a Francia en julio de 1918, donde en nombre de la Comisión Nacional de Polonia creó lo que se conoce como el "Ejército Celeste" (Błękitna Armia, por el color de sus uniformes franceses), el cual fue también conocido como el "Ejército de Haller". Posteriormente, su ejército lucharía contra el Imperio alemán, siendo aliado de la Entente. En 1919, a la cabeza del nuevo ejército, llegó a Polonia y fue enviado al frente de Ucrania. Un año después, Haller toma la región de Pomerania y entró en Danzig, anexándola a la recién creada Segunda República Polaca, permitiendo que la nación volviese a tener salida al mar tras más de cien años de particiones. La ceremonia, acaecida en la villa de Puck el 10 de febrero de 1920, se conoce como "Bodas de Polonia con el Mar".
Durante el transcurso de la guerra polaco-soviética, Haller comandó un ejército de voluntarios en el frente de la Línea Curzon. Posteriormente ejerció como inspector general del Ejército y miembro del Consejo de Guerra. Ese mismo año, entre 1920 y 1927, fue diputado del Sejm y se presentó para ocupar el cargo de presidente de Polonia, cayendo en las elecciones contra Gabriel Narutowicz en diciembre de 1922, quien además era amigo del carismático líder polaco Józef Piłsudski. Después del Golpe de Estado de mayo de 1926, se le ordenó su jubilación. Haller coorganizó un partido de la oposición, bautizado como el "Frente Morges". Cuando comenzó la invasión de Polonia por la Alemania Nazi en 1939, Haller estaba viviendo en el extranjero. Desempeñó el cargo de ministro de Educación en el gobierno de Władysław Sikorski durante la Segunda Guerra Mundial, estableciéndose en Londres junto al gobierno exiliado de Polonia. Falleció en esa misma ciudad el 4 de junio de 1960, a la edad de 87 años.